# Sint-Jan Baptistkerk (Weelde)

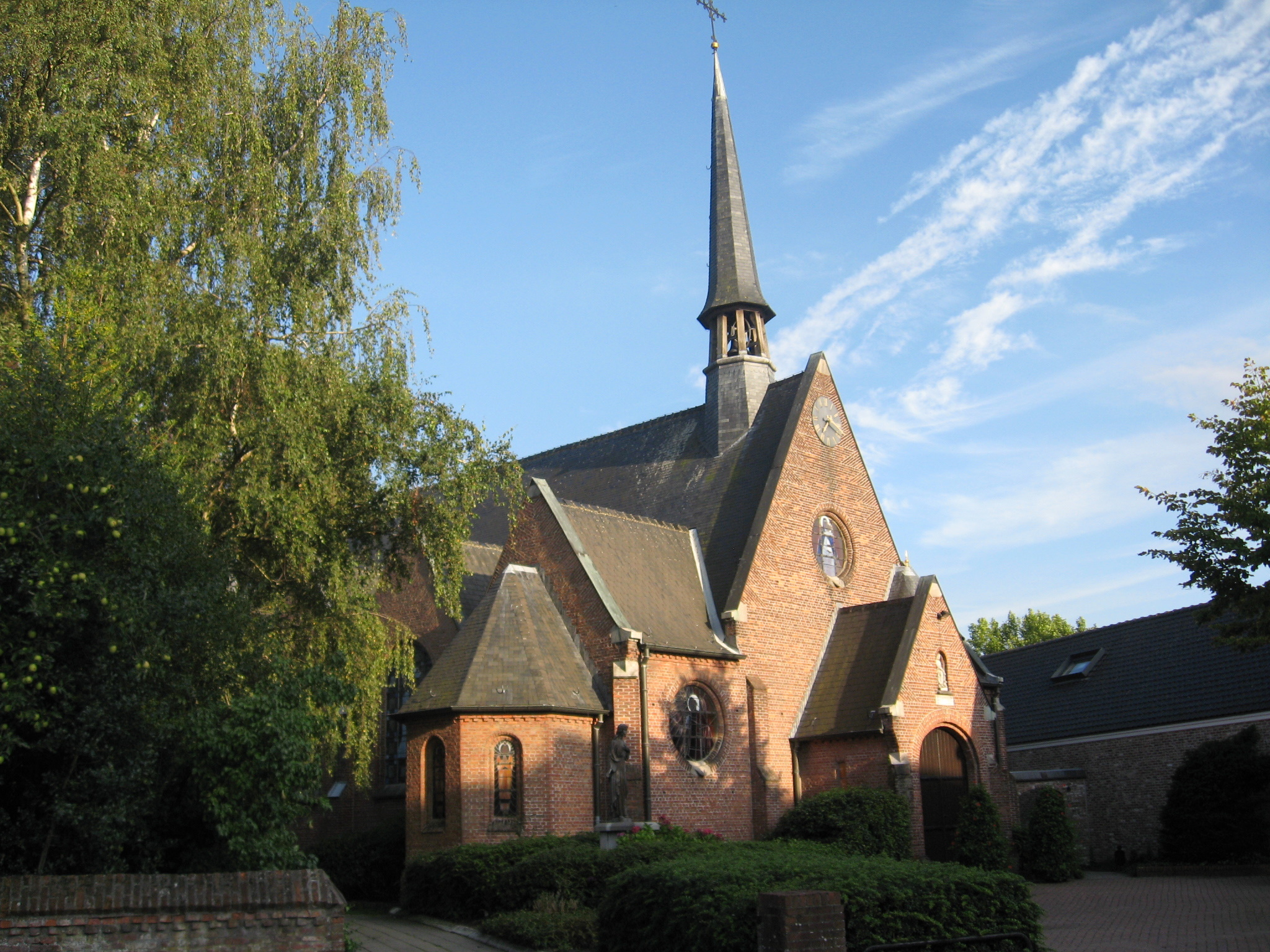
Sint-Jan Baptistkerk

De Sint-Jan Baptistkerk is een rooms-katholiek kerkgebouw in de tot de Antwerpse gemeente Ravels behorende plaats Weelde, gelegen aan Weeldestraat 88 (gehucht De Straat).

## Geschiedenis
Omstreeks 1200 zou hier wellicht een eenvoudige kapel van hout en leem hebben gestaan. Al in 1347 werd hier een kapelanie gesticht en werd een kapel bediend, waarin kerkdiensten plaats konden vinden. De kapelanie was afhankelijk van de Sint-Michielsparochie, eveneens te Weelde. In de 15e of 16e eeuw werd de kapel door een stenen gebouw vervangen. Deze kapel werd in de 17e eeuw omgevormd tot het koor van een grotere kerk In 1927 splitste de parochie zich van de moederparochie af, de kapel werd vergroot en in 1928 opnieuw ingewijd. Er werden toen zijbeuken en een portaal toegevoegd. In 1932 werden glas-in-loodramen geplaatst. In 1988 werd een Lourdesgrot bijgebouwd en in 1993 een Heilig Hartbeeld, in koper uitgevoerd.

## Gebouw
Het betreft een driebeukig bakstenen georiënteerd kerkgebouw, voorzien van zijbeukkapellen. Er is een driezijdig afgesloten koor en op het dak staat een dakruiter. Het koor is in gotische stijl.

## Interieur
Het koor en het middenschip wordt overkluisd door een spitstongewelf.
In het koor hangt een geschilderd paneel: Prediking van Johannes in de woestijn (16e eeuw) en een doek: Doop van Jezus in de Jordaan door Grangé (1729).
De kerk bezit een 15e-eeuws gepolychromeerd houten beeld van Sint-Apollonia. Uit de 16e eeuw zijn beelden van Onze-Lieve-Vrouw met Kind, Johannes de Doper, een heilige vrouw en Sint-Anna. Een Sint-Brigidabeeld is 17e-eeuws. Er zijn reliëfbustes van Sint-Elisabeth en Zacharias (ongeveer 1700) en een engel (18e eeuw).
De communiebank van 1684 is in renaissancestijl.